# Streptiv, Kameanka-Buzka
Streptiv (în ucraineană Стрептів) este localitatea de reședință a comunei Streptiv din raionul Kameanka-Buzka, regiunea Liov, Ucraina.

## Demografie
Componența lingvistică a localității Streptiv
     Ucraineană (99,91%)
     Alte limbi (0,09%)
Conform recensământului din 2001, majoritatea populației localității Streptiv era vorbitoare de ucraineană (99,91%), existând în minoritate și vorbitori de alte limbi.